# 龍王塘

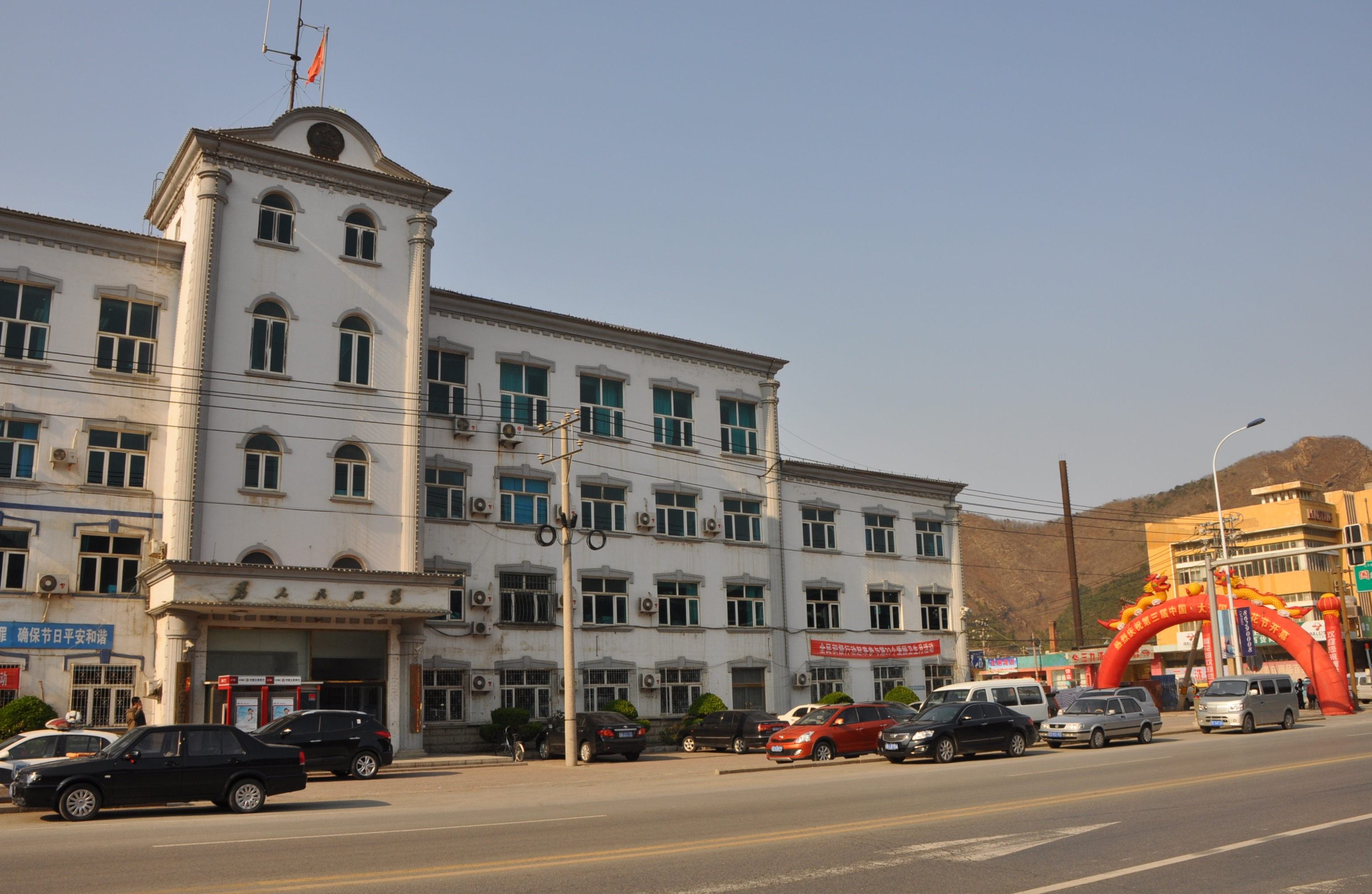
龍王塘街道弁事処

龍王塘（りょうおうとう、中国語: 龙王塘＝ロンワンタン）は、中華人民共和国遼寧省大連市旅順口区が管轄する郷級行政単位である。

## 行政範囲
龍王塘街道弁事処は黄泥川村（鎮）、鮑魚肚村、龍王塘村を管轄している。
龍王塘村には、旅順南路沿いの大連地下鉄12号線の龍王塘駅（龙王塘站）があり、近くに龍王塘ダムとその直下に龍王塘桜花園もある。

## 参照項目
- 大連市旅順口区の観光